# Cudrania amboinensis
Cudrania amboinensis är en mullbärsväxtart som först beskrevs av Carl Ludwig von Blume, och fick sitt nu gällande namn av Friedrich Anton Wilhelm Miquel. Cudrania amboinensis ingår i släktet Cudrania och familjen mullbärsväxter. Inga underarter finns listade i Catalogue of Life.